# Мендель, Генриетта
Авгу́ста Генрие́тта Ме́ндель (нем. Auguste Henriette Mendel; 31 июля 1833, Дармштадт — 12 ноября 1891, Мюнхен) — немецкая театральная актриса, морганатическая супруга герцога Людвига Вильгельма Баварского, баронесса фон Валлерзе.
Согласно некоторым источникам Генриетта происходила из еврейской семьи. Служила актрисой в гессенском придворном театре в Дармштадте. Влюбилась в герцога Людвига, старшего брата австрийской императрицы Елизаветы. Роман герцога с актрисой складывался сложно, поскольку от Людвига ожидали равнородного брака. 24 февраля 1858 года Генриетта родила дочь Марию Луизу, впоследствии графиню Лариш-Мённих. Герцог Людвиг отказался от своих наследственных прав перворождённого, крупного состояния и высокого положения ради брака с Генриеттой. Карл Эмануэль, второй ребёнок герцога Людвига и Генриетты, родился 9 мая 1859 года, но умер в двухмесячном возрасте. 19 мая 1859 года Генриетте было пожаловано дворянское звание и наследственный титул баронессы фон Валлерзе. Морганатический брак между баронессой Генриеттой фон Валлерзе и герцогом Людвигом был заключён 28 мая 1859 года в Аугсбурге. В 1891 году Генриетта умерла от рака.

## Потомки
- Мария Луиза (1858—1940), с 1877 года графиня Лариш-Валлерзе
- Карл Эмануэль (1859)